# Андреевская волость (Крым)
Андре́евская во́лость — административно-территориальная единица в составе Феодосийского уезда Таврической губернии. Располагалась на северо-западе уезда, занимая территорию от Внешней гряды Крымских гор на юге до Сиваша на севере и от правого берега Салгира и Биюк-Карасу на западе до Сухого Индола на востоке.
Образована в результате земской реформы 1890-х годов, которая в Феодосийском уезде прошла позже 1892 года, в основном, из деревень упразднённой Шейих-Монахской волости (в границах 1860 года).

## Состав на 1900 год
По «Памятной книжке Таврической губернии на 1900 год» население составило 9 313 человек. Волость включала 65 населённых пунктов, в том числе 3 села: Андреевка с 687 жителями, Емельяновка — 823 и Митрофановка — 304 жителя, а также 52 деревни, при том 3 деревни записаны дважды: одна — входившая в сельское общество и такая же, но вне его, в основном, населённая безземельными. 3 деревни записаны, как дикий сад, но с изрядным населением — смысл этого понятия пока не установлен.
Также на 1900 год записаны 8 хуторов: Алач — с 46 жителями, Аликеч — с 19, Султановка — с 20, Кир-Ички — с 40, Малый-Бурнаш — с 40, Миюк — 7, Мушай русский — 27, Мушай татарский — 33 и Корпе — 72 жителя. Также числились железнодорожные станции Сейтлер с 475 жителями и Ички с 66 жителями. Известно, что в 1904 году в волости, по инициативе жителей, было организовано Андреевское кредитное товарищество с уставным капиталом 1000 рублей.

## Справочник 1915 года
По Статистическому справочнику Таврической губернии. Ч.II-я. Статистический очерк, выпуск пятый Феодосийский уезд, 1915 год, в Андреевской волости Феодосийского уезда числилось 99 различных поселений с населением в количестве 10301 человек приписных и 3572 — «посторонних» жителей. В волости было необычно много для Крыма того времени сёл — 53:

| - Аблеш немецкий - Аблеш татарский - Аджибешер - Аджилар - Азамат - Азберды (вакуф) - Азиской-Бурнаш - Алач - Аликеч (Ново-Григорьевка) - Аликеч-Корпе - Андреевка (Чая) - Аргинчик — 92/20 чел. - Ахтырка - Барын - Бесит - Бешаран - Бешкуртка (вакуф) - Бешкуртка-Ивановка | - Беш-Ходжа - Белый Кош (Марьевка) - Борасановка - Борюс - Бурнаш - Васильевка - Джепар-Юрт - Дорте - Дорте-Вакуф - Емельяновка - Каранки - Кир-Ички - Куль-Чора - Митрофановка - Монай - Муллакой - Мушай русский | - Мушай (вакуф) - Мушаш - Ново-Давыдовка - Ново-Ивановка - Новый Керлеут - Саргил - Сарон - Саурчи - Сеймен - Старый-Керлеут - Тогай (вакуф) - Урсунки-Кипчак - Урсунки-Кипчак (вакуф) - Черкез-Тоба - Чёрный Кош (Филипповка) - Шеих-Монах - Эшкене (вакуф) - Южный Джанкой |

Также в волости числились:
- 1 посёлок — Ички;
- 27 хуторов: Аблеш — 5 хуторов, Аджилар, Азберды, Айкиш, Аргенчик, Аркадия, 4 хутора Бешкуртка, Джанкой-Бешкуртка, Варваровка, Джайтамгалы (вакуф), Зелёное, Казанпир, Кырк немецкий, Кырк татарский, Мушаш, Ново-Васильевка, Сеткин, Старый-Керлеут, Урус-Ходжа, Черкез-Тоба
- 13 экономий — Азамат, Аранда, Борюс, Буйтене, 2 экономии Корпе — Корпе и будущий Вакуф-Карпе, Мушаш, Сеткин, Тогай, Челебилер, 2 экономии Эшкене, Якубовка.

Волость существовала до советской административной реформы начала 1920-х годов.